# Елвис Помпилио
Елвис Помпилио (на френски: Elvis Pompilio) е белгийски моден дизайнер.
Роден през 1961 година в Лиеж в семейство на италиански имигранти. През 1987 година основава ателие за шапки в Брюксел, което работи за известни модни къщи, като „Кристиан Диор“ и „Валентино“. Впоследствие отваря свои магазини в Брюксел, Антверпен, Париж и Лондон.